# Saint-Arailles
Saint-Arailles è un comune francese di 142 abitanti situato nel dipartimento del Gers nella regione dell'Occitania.

## Società

### Evoluzione demografica
Abitanti censiti